# Даудзвардис, Янис
Янис Даудзвардис (латыш. Jānis Daudzvārdis; 24 августа 1942, Латвия — 8 августа 2022, Латвия) — латвийский, ранее советский, шахматист.

## Карьера шахматиста
В 1967 году Янис Даудзвардис дебютировал в финале чемпионата Латвии по шахматам, а в 1969 году добился права играть в финале чемпионата ДСО «Локомотив».
В 1992 году он достиг наибольшего успеха в своей карьере, когда разделил с Валерием Журавлёвем первое место в открытом чемпионате Латвии по шахматам среди латвийских шахматистов (победил в турнире Сергей Округин), но проиграл ему дополнительный матч за звание чемпиона Латвии со счетом 0:2.
Янис Даудзвардис являлся признанным мастером по молниеносной игре — два раза он разделил победу в чемпионате Латвии, а в 1990 году победил в шахматном фестивале в Таллине.
В 2011 году Янис Даудзвардис подтвердил своё спортивное долголетие, победив в играх спортивных ветеранов Латвии в возрастной группе свыше 60 лет.

## Система новых времен
Янис Даудзвардис изобрел оригинальную систему подсчета очков в шахматах, которую назвал «Система новых времен». Если в общепринятой системе за победу дается 1 очко, за ничью — 0,5 очка, а за поражение — 0 очков, то в «Системе новых времен» отличается оценка результата игры в зависимости от цвета фигур в конкретной партии. В одной партии разыгрывается 2,5 очка, победа белыми фигурами оценивается в 2 очка, победа черными фигурами — 2,5 очка, ничья белыми фигурами — 1 очко, ничья черными фигурами — 1,5 очка, поражение белыми фигурами — 0 очков, поражение черными фигурами — 0,5 очка.
По мнению автора системы, она хорошо подходит для соревнований по быстрым шахматам. Система была опробована в нескольких соревнованиях в Латвии. Самые значительные из них были мемориалы Германа Матисона в 2004 году (победил гроссмейстер Эдвин Кенгис) и в 2006 году (победил гроссмейстер Алексей Широв).

## Изменения рейтинга
| Графики недоступны из-за технических проблем. См. информацию на Фабрикаторе и на mediawiki.org. |